# Fusksjön
Fusksjön är en sjö i Hudiksvalls kommun i Hälsingland och ingår i Delångersån-Nianåns kustområde. Sjön har en area på 0,189 kvadratkilometer och ligger 49 meter över havet.

## Delavrinningsområde
Fusksjön ingår i det delavrinningsområde (683607-156397) som SMHI kallar för Mynnar i Viksjön. Medelhöjden är 57 meter över havet och ytan är 3,37 kvadratkilometer. Det finns inga avrinningsområden uppströms utan avrinningsområdet är högsta punkten. Vattendraget som avvattnar avrinningsområdet har biflödesordning 2, vilket innebär att vattnet flödar genom totalt 2 vattendrag innan det når havet efter 2,7 kilometer. Avrinningsområdet består mestadels av skog (88 procent). Avrinningsområdet har 0,19 kvadratkilometer vattenytor vilket ger det en sjöprocent på 5,7 procent.